# Sione Tuipulotu (rugby à XV, février 1997)
Pour les articles homonymes, voir Sione Tuipulotu et Tuipulotu.

a Compétitions nationales et continentales officielles uniquement.

b Matchs officiels uniquement.
Dernière mise à jour le 6 août 2025.
Sione Tuipulotu, né le 12 février 1997 à Melbourne (Australie), est un joueur international écossais d'origine australienne de rugby à XV, évoluant principalement au poste de centre. Il joue depuis 2021 avec les Glasgow Warriors en United Rugby Championship.
Son frère cadet, Mosese Tuipulotu (en), est également joueur professionnel de rugby à XV.

## Biographie

### Jeunesse et formation
Sione Tuipulotu naît le 12 février 1997 à Melbourne en Australie. Sa mère est d'origine italienne et le football occupe une place importante dans sa vie, elle l'a donc poussé à pratiquer ce sport pendant huit ans au cours de sa jeunesse. Son père est d'origine tongienne, c'est ce dernier qui l'a encouragé à jouer au rugby à XV. Il commence donc la pratique du rugby dès l'âge de douze ans, au sein du Southern Districts Rugby Club Melbourne.
Au niveau scolaire, il est diplômé du St Kevin's College (en) de Melbourne, où Il est notamment capitaine de l'équipe de rugby de l'établissement. Par la suite, il entreprend des études d'art et souhaite se lancer dans le journalisme sportif.
Son frère cadet, Mosese (en), joue également au rugby, en Australie, avec la franchise des Waratahs.
Avec les nationalités italiennes et tongiennes de ses parents, ainsi que sa nationalité de naissance australienne, il est sélectionnable pour ces trois pays. De plus, il est également sélectionnable avec l'Écosse car sa grand-mère maternelle est originaire de Greenock.
L'équipe d'Australie des moins de 20 ans le sélectionne, avec eux, il participe aux Championnats du monde junior en 2015, 2016 et 2017.

### Début de carrière professionnelle en Australie et pige au Japon (2015-2021)
Sione Tuipulotu évolue tout d'abord avec les Melbourne Rising en National Rugby Championship (NRC) de 2015 à 2018. Il prend notamment part à trente-deux rencontres avec cette équipe et inscrit douze essais.
Le 12 mars 2016, il fait ses débuts en Super Rugby lors de sa titularisation avec les Melbourne Rebels contre les Queensland Reds, à l'âge de 19 ans. Par ailleurs, il devient le premier joueur "local", étant né à Melbourne, à jouer pour la franchise. Il n'est pas prévu pour ce match, au départ, car son coéquipier Tamati Ellison, qui est censé jouer, souffre de symptômes liés à une commotion cérébrale. Il prend part à quatre autres rencontres cette saison-là.
La saison de Super Rugby suivante, il dispute également cinq rencontres.
Cependant, il ne dispute aucune rencontre lors de la saison 2018. L'équipe japonaise des Yamaha Júbilo (futurs Shizuoka Blue Revs), le recrute cette année-là. Il inscrit son premier essai dans le Championnat du Japon contre les Kobelco Steelers. Avec cette équipe, il dispute trois saisons au total.
En parallèle, il est de nouveau retenu dans l'effectif des Melbourne Rebels lors de la saison 2019 de Super Rugby, il dispute quatre rencontres, mais n'est toujours pas un joueur important de l'effectif.

### Exil en Écosse et découverte du niveau international avec leXV du Chardon(2021-2023)
Le 21 mars 2021, il est annoncé que Sione Tuipulotu rejoint les Glasgow Warriors, en Écosse, à la fin de la saison 2021 de Top League.
En juin 2021, après avoir fait le choix de vouloir représenter l'Écosse, il est sélectionné pour la première fois par le XV du Chardon pour la tournée d'été, mais il ne joue aucun match. Après avoir fait son arrivée chez les Glasgow Warriors, il dispute son premier match lors d'une rencontre amicale de présaison contre les Worcester Warriors. Plus tard, il fait ses débuts en compétition contre l'Ulster en United Rugby Championship le 24 septembre 2021. Il devient donc le 332e Warriors. Durant l'automne, il honore sa première cape internationale le 30 octobre lors d'un match contre le pays d'origine de son père, les Tonga. En janvier 2022, le sélectionneur écossais, Gregor Townsend, le convoque de nouveau pour disputer le Tournoi des Six Nations 2022, il prend part à quatre rencontres de cette compétition, dont deux comme titulaire contre le pays de Galles et la France. Pour sa première saison chez les Glasgow Warriors, il prend part à vingt rencontres, dont dix-huit en tant que titulaire. Pendant l'été 2022, il joue une rencontre avec l'Écosse A, l'équipe réserve écossaise, contre le Chili. Il prend également part à la tournée contre l'Argentine avec l'équipe d'Écosse.
La sélection écossaise le retient de nouveau pour les test matchs d'automne, il joue quatre rencontres et inscrit ses deux premiers essais internationaux contre l'Argentine,. Après une première partie de saison 2022-2023 où il enchaîne les rencontres avec les Glasgow Warriors, devenant capitaine pour la première fois contre les Bulls en octobre et remportant le prix de Warrior du mois en décembre récompensant le meilleur joueur de l'équipe, il signe une prolongation de contrat en janvier suivant. Toujours en janvier, il est retenu avec le XV du Chardon pour participer au Tournoi des Six Nations 2023. Il devient un cadre de sa sélection en étant titulaire durant les cinq rencontres de la compétition aux côtés de son coéquipier aux Warriors, Huw Jones, et forment tous les deux une paire de centre très performante. L'Écosse réalise un bon Tournoi avec trois victoires et deux défaites, après la compétition il est retenu dans l'équipe type de la compétition. De retour avec les Glasgow Warriors, son équipe atteint la finale de Challenge Cup où elle affronte le RC Toulon. Pour cette rencontre, il est titulaire au centre aux côtés de Huw Jones ; son équipe est cependant battue sur le score de 43 à 19,. En fin de saison, il est nommé dans l'équipe type de l'URC.

### Participation à la Coupe du monde, vainqueur de l'URC et capitaine de l'Écosse (depuis 2023)
En mai, il est retenu dans une pré-sélection pour préparer la Coupe du monde 2023. Trois mois plus tard, il est retenu définitivement pour le Mondial. Pendant la compétition, il dispute trois rencontres en tant que titulaire, dont notamment contre les Tonga l'un de ses pays d'origine, dans la poule B et voit son équipe être éliminée dès cette phase,.
En janvier 2024, il inscrit le premier essai de sa carrière en Champions Cup face aux Exeter Chiefs. Le même mois, il est sélectionné pour le Tournoi des Six Nations. Après avoir disputé les trois premières journées en tant que titulaire, il est contraint de déclarer forfait pour la suite du Tournoi, ainsi que pour une possible durée de trois mois, à la suite d'une blessure au genou. Finalement, il fait son retour plus rapidement que prévu dès le début du mois d'avril lors d'un match contre les Harlequins. En fin de saison, les Glasgow Warriors se qualifient jusqu'en finale du United Rugby Championship. Titulaire pour ce match en Afrique du Sud contre les Bulls, ils s'imposent 21 à 16 avec ses coéquipiers et remportent la compétition. Cette saison-là, il est de nouveau nommé dans l'équipe type de l'URC. Durant l'été suivant, il est convoqué en sélection nationale pour la tournée en Amérique.
Il enchaîne ensuite avec les test matchs d'automne, étant nommé capitaine de l'équipe d'Écosse. Par la suite, au mois de janvier 2025, il est annoncé forfait pour l'ensemble du Tournoi des Six Nations en raison d'une blessure au pectoral survenue à l'entraînement. Il fait son retour sur les terrains à la mi-mai contre le Leinster.
À l'issue de la saison 2024-2025, il est convoqué pour la tournée des Lions britanniques et irlandais en Australie. Il honore sa première sélection avec cette équipe face à l'Argentine le 20 juin suivant. Disputant le premier test de la série contre l'Australie, il inscrit le premier essai du match et son équipe s'impose 27 à 19. Il ne joue pas d'autre test match et la série est finalement remportée par son équipe par deux victoires à une.

## Statistiques

### En club et franchise
| Saison                 | Club                   | Compétition                      | Matchs | Points | Essais |
| ---------------------- | ---------------------- | -------------------------------- | ------ | ------ | ------ |
| 2015                   | Melbourne Rising       | National Rugby Championship (en) | 9      | 5      | 1      |
| 2016                   | Melbourne Rebels       | Super Rugby                      | 5      | -      | -      |
| 2016                   | Melbourne Rising       | National Rugby Championship (en) | 8      | 20     | 4      |
| 2017                   | Melbourne Rebels       | Super Rugby                      | 5      | -      | -      |
| 2017                   | Melbourne Rising       | National Rugby Championship (en) | 8      | 15     | 3      |
| 2018                   | Yamaha Júbilo          | Top League (en)                  | 3      | -      | -      |
| 2018                   | Melbourne Rising       | National Rugby Championship (en) | 8      | 20     | 4      |
| 2019                   | Melbourne Rebels       | Super Rugby                      | 4      | -      | -      |
| 2019                   | Eastern Suburbs        | NSW Shute Shield                 | 3      | 10     | 2      |
| 2020                   | Yamaha Júbilo          | Top League (en)                  | 3      | 5      | 1      |
| 2021                   | Yamaha Júbilo          | Top League                       | 7      | 10     | 2      |
| 2021-2022              | Glasgow Warriors       | United Rugby Championship        | 14     | 20     | 4      |
| 2021-2022              | Glasgow Warriors       | Coupe d'Europe                   | 4      | -      | -      |
| 2021-2022              | Glasgow Warriors       | Challenge européen               | 2      | -      | -      |
| 2022-2023              | Glasgow Warriors       | United Rugby Championship        | 10     | -      | -      |
| 2022-2023              | Glasgow Warriors       | Champions Cup                    | 6      | -      | -      |
| 2023-2024              | Glasgow Warriors       | United Rugby Championship        | 15     | 5      | 1      |
| 2023-2024              | Glasgow Warriors       | Champions Cup                    | 4      | 5      | 1      |
| 2024-2025              | Glasgow Warriors       | United Rugby Championship        | 10     | 15     | 3      |
| 2024-2025              | Glasgow Warriors       | Champions Cup                    | 3      | 5      | 1      |
| Total Melbourne Rising | Total Melbourne Rising | Total Melbourne Rising           | 32     | 60     | 12     |
| Total Melbourne Rebels | Total Melbourne Rebels | Total Melbourne Rebels           | 14     | 0      | 0      |
| Total Yamaha Júbilo    | Total Yamaha Júbilo    | Total Yamaha Júbilo              | 13     | 15     | 3      |
| Total Eastern Suburbs  | Total Eastern Suburbs  | Total Eastern Suburbs            | 3      | 10     | 2      |
| Total Glasgow Warriors | Total Glasgow Warriors | Total Glasgow Warriors           | 68     | 50     | 10     |
| Total                  | Total                  | Total                            | 130    | 135    | 27     |

### En équipe nationale
Sione Tuipulotu obtient 30 capes, dont 26 en tant que titulaire, avec l'Écosse, depuis le 30 octobre 2021 contre les Tonga. Il inscrit 15 points, 3 essais.
Il participe à trois éditions du Tournoi des Six Nations, en 2022, 2023 et 2024. Il dispute douze rencontres, dont dix en tant que titulaire.
Il participe également à une édition de la Coupe du monde en 2023, il dispute trois rencontres en tant que titulaire.
| Année | Compétition             | Matchs | Points | Essais |
| ----- | ----------------------- | ------ | ------ | ------ |
| 2021  | Test matchs             | 1      | -      | -      |
| 2022  | Tournoi des Six Nations | 4      | -      | -      |
| 2022  | Test matchs             | 6      | 10     | 2      |
| 2023  | Tournoi des Six Nations | 5      | -      | -      |
| 2023  | Test matchs             | 3      | -      | -      |
| 2023  | Coupe du monde          | 3      | -      | -      |
| 2024  | Tournoi des Six Nations | 3      | -      | -      |
| 2024  | Test matchs             | 5      | 5      | 1      |
| Total | Total                   | 30     | 15     | 3      |

### Avec les Lions britanniques et irlandais
Sione Tuipulotu participe à la tournée des Lions britanniques et irlandais en 2025. Il prend part à un test match contre l'Argentine et au premier match de la série contre l'Australie, où il inscrit un essai. Il joue également trois matchs pour un essai marqué.

## Palmarès

### En province
- Finaliste de la Challenge Cup en 2023 avec les Glasgow Warriors.
- Vainqueur du United Rugby Championship en 2024 avec les Glasgow Warriors.

### Distinctions personnelles
- Membre de l'équipe type du Tournoi des Six Nations en 2023.
- Membre de l'équipe type du United Rugby Championship en 2023 et 2024.